# Gare de Puysségur
La gare de Puysségur était une gare ferroviaire française, située sur le territoire de la commune de Puysségur, dans le département de la Haute-Garonne, en région Occitanie.
C'était une halte, mise en service en 1903 par la CFSO, et définitivement fermée au trafic des voyageurs et des marchandises en 1947. Situé sur une section déclassée et déferrée, le bâtiment est toujours présent et réaffecté pour une utilisation privée.

## Situation ferroviaire
Établie à 172 mètres d'altitude, la gare de Puysségur était située au point kilométrique (PK) 45,5 de la ligne de Toulouse à Cadours et constituait le terminus de la ligne.
Gare fermée située sur une section de ligne déclassée.

## Patrimoine ferroviaire
L'ancien bâtiment a été réaffecté à une utilisation privée.